# Přemysl Otakar I.
Přemysl Otakar I. (německy Ottokar I. Přemysl; 1155/1167? – 15. prosince 1230) byl český kníže (1192–1193 a 1197–1198) a třetí český král (1198–1230) z rodu Přemyslovců, první český král, kterému se podařilo dědičně zajistit královský titul i pro své potomky.
Narodil se jako nejstarší syn krále Vladislava  a jeho druhé manželky Judity Durynské. V letech 1173–1179 pobýval ve vyhnanství, kde se oženil s Adlétou Míšeňskou. Po návratu z vyhnanství v roce 1179 zastupoval svého vládnoucího staršího bratra Bedřicha na Olomoucku ve funkci markraběte. V následných bojích o český trůn stál vždy na straně svého staršího bratra.
V letech 1192–1193 se poprvé stal českým knížetem, ale poté, co se dostal do sporu s pražským biskupem (a svým bratrancem, synem strýce Jindřicha) Jindřichem Břetislavem i císařem Jindřichem VI., trávil léta 1193–1197 opět ve vyhnanství. Novým českým knížetem se stal pražský biskup Jindřich Břetislav. Po jeho smrti a po dohodě se svým mladším bratrem Vladislavem Jindřichem nastoupil Přemysl v roce 1197 podruhé na český trůn. Aktivně se zapojil do bojů o císařskou korunu mezi Štaufy a Welfy. Proslulou sérií změn svého stranictví během těchto bojů získal postupně Přemysl potvrzení dědičného královského titulu nejen od obou válčících stran (1198 Filip Švábský a 1203 Ota IV. Brunšvický), ale v roce 1204 i od papeže Inocence III. Přemyslova situace v této době byla komplikována rozchodem s první manželkou Adlétou a novým sňatkem s Konstancií. Za jistý vrchol Přemyslova snažení bývá tradičně vykládán zisk Zlaté buly sicilské, privilegia upravujícího poměr českých zemí k Říši a zaručujícího dědičnost českého královského titulu.
V dalších letech své vlády se Přemysl Otakar I. soustředil především na konsolidaci domácích poměrů a také na zajištění bezproblémového nástupnictví pro nejstaršího syna z druhého manželství Václava. Při dosahování svých cílů postupoval často nekompromisně a neváhal (často velmi tvrdě) odstraňovat překážky, které bránily jejich dosažení.

## Život

### Dětství a mládí
Narodil se jako nejstarší syn krále Vladislava a jeho druhé manželky Judity Durynské. Historici se v předpokládaném roce jeho narození rozcházejí a bývá kladeno k roku 1155, před rok 1160, či dokonce až do let 1165–1167. Bezstarostný život královského dítěte byl přerušen v roce 1172, kdy jeho otec Vladislav II. rezignoval ve prospěch svého nejstaršího syna Bedřicha. Vladislav spoléhal na své dřívější zásluhy a věřil, že císař nebude klást překážky a česká šlechta se s tím postupně smíří. V tom se však hluboce zmýlil a Fridrich Barbarossa využil nastalé situace k posílení své prestiže a možností ovlivňování českých záležitostí. V září 1173 Fridrich Barbarossa rozhodl o tom, že Bedřicha na místě českého knížete nahradí Oldřich, který se ale se souhlasem císaře obratem titulu vzdal ve prospěch svého staršího bratra Soběslava II. Zásah císaře takřka ze dne na den udělal z Vladislava i jeho potomků běžence, kteří museli zakoušet hořkost vyhnanství. O osudu mladších synů Vladislava II. Přemyslovi a Vladislavovi se z té doby dochovalo minimum informací. Přemysl v letech 1173–1179 pobýval pravděpodobně spolu se svou matkou ve vyhnanství nejdříve v Durynsku, a pak na dvoře míšeňských Wettinů, kde se zřejmě v roce 1178 oženil s Adlétou Míšeňskou. Téhož roku se také jeho bratr Bedřich stal podruhé knížetem.

### Ve službách staršího bratra

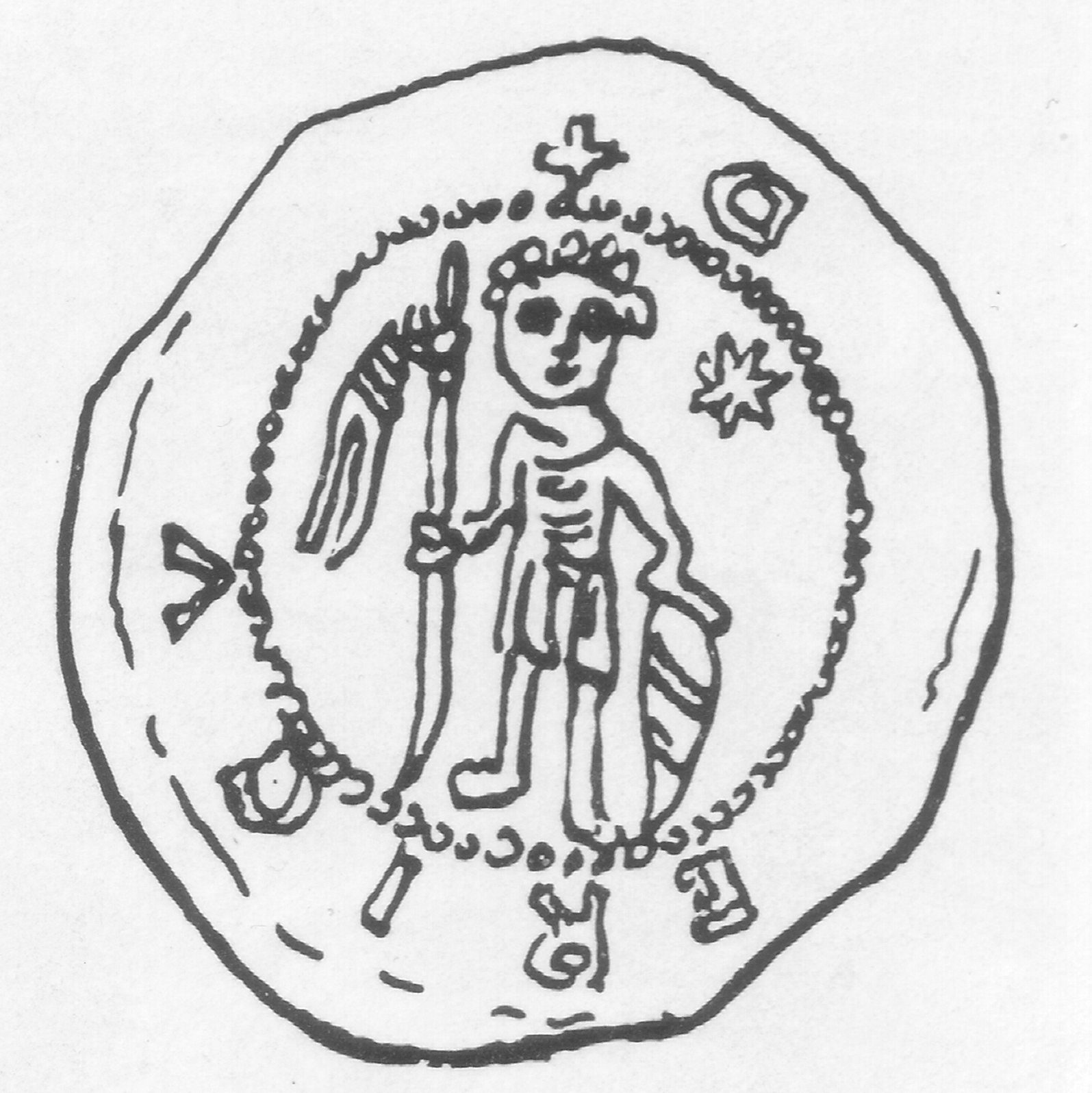
Pečeť knížete Bedřicha (August Sedláček)

Situace v českých zemích byla v té době opět značně problematická, jak mezi jednotlivými Přemyslovci, tak i mezi knížetem Bedřichem a šlechtou. V roce 1179 se vydal staronový kníže Bedřich vyřešit pohraniční spory ohledně Vitorazska do Chebu. Při té příležitosti byla sepsána písemná dohoda, kde je jeden ze svědků – asi dvacetiletý Přemysl Otakar I. (tehdy ještě pouze Přemysl) coby markrabě moravský (marggravius de Moravia). Ve funkci markraběte Přemysl na Moravě zastupoval zájmy svého bratra Bedřicha, umenšoval ambice moravského knížete Konráda Oty, vládnoucího na Znojemsku a Brněnsku, a dočasně spravoval Olomoucko.
Pravděpodobně s osobou Přemysla (a s léty 1179–1182) můžeme spojit i českou expanzi v Horním Slezsku spojenou se ziskem Holasicka.
V roce 1182 dlouhodobá nespokojenost s panujícím knížetem vedla k propuknutí vzpoury šlechty v českých zemích, Bedřich byl vyhnán ze země a šlechta si zvolila za nového knížete Konráda Otu. Bedřich hledal pomoc u císaře Fridricha Barbarossy, který se rozhodl spor vyřešit na sněmu v Řezně v září 1182. Zde císař tvrdě zasáhl a zastrašil přítomné Čechy.
| „         | ...širočin veliké množství rozkázal přinésti, jakoby je chtěl odpraviti. Když tito k nohoum jeho se uvrhli, za prominutí prosili a nutnosť změnivše za vůli přijali Fridricha za pána a knížete opět a s ním se do Prahy vrátili, za veliký majíce to zisk jak sami tak Kunrat, že z provinění uražené velebnosti nejsou pokutováni. Tak moudrý císař spiknutí odbojných moudře potlačil a onomu Čechy navrátil, tomuto však s Moravou za vděk vzíti poručil. | “ |
| — Jarloch | |   |

Toto rozdělení Čech a Moravy mezi Bedřicha a Konráda Otu rozhodně nelze chápat jako osamostatnění Moravy a ani jako její přímé podřízení Říši. Přesto Bedřichovy těžkosti při vládě vedly k tomu, že si Konrád Ota v dalších letech počínal na Moravě prakticky samostatně. I v dalších letech však Bedřichovi odpůrci využívali každé příležitosti k povstání. Roku 1184 využili Bedřichovy nepřítomnosti a v čele s Václavem (synem Soběslava I.) oblehli pražský hrad, který však Bedřichova manželka uhájila a po Bedřichově návratu spolu s vojskem salcburského arcibiskupa Vojtěcha všichni od Václava odpadli a ten uprchl ze země. Změněné situace využil Bedřich k tomu, že jeho vojsko vedené Přemyslem v roce 1185 několikrát vyplenilo Znojemsko a Bítovsko. Koncem roku došlo k největší bitvě mezi Čechy a Moravany:
| „         | ...v místě, řečeném Loděnice, svedl bitvu krvavou a dlouho nerozhodnou s takovou zuřivostí, že křik a hluk bojujících, vřava lidí i koní a lomoz zbraní bylo slyšeti v Kúnicích, které odtamtud vzdáleny jsou více než dobrou míli. | “ |
| — Jarloch | |   |

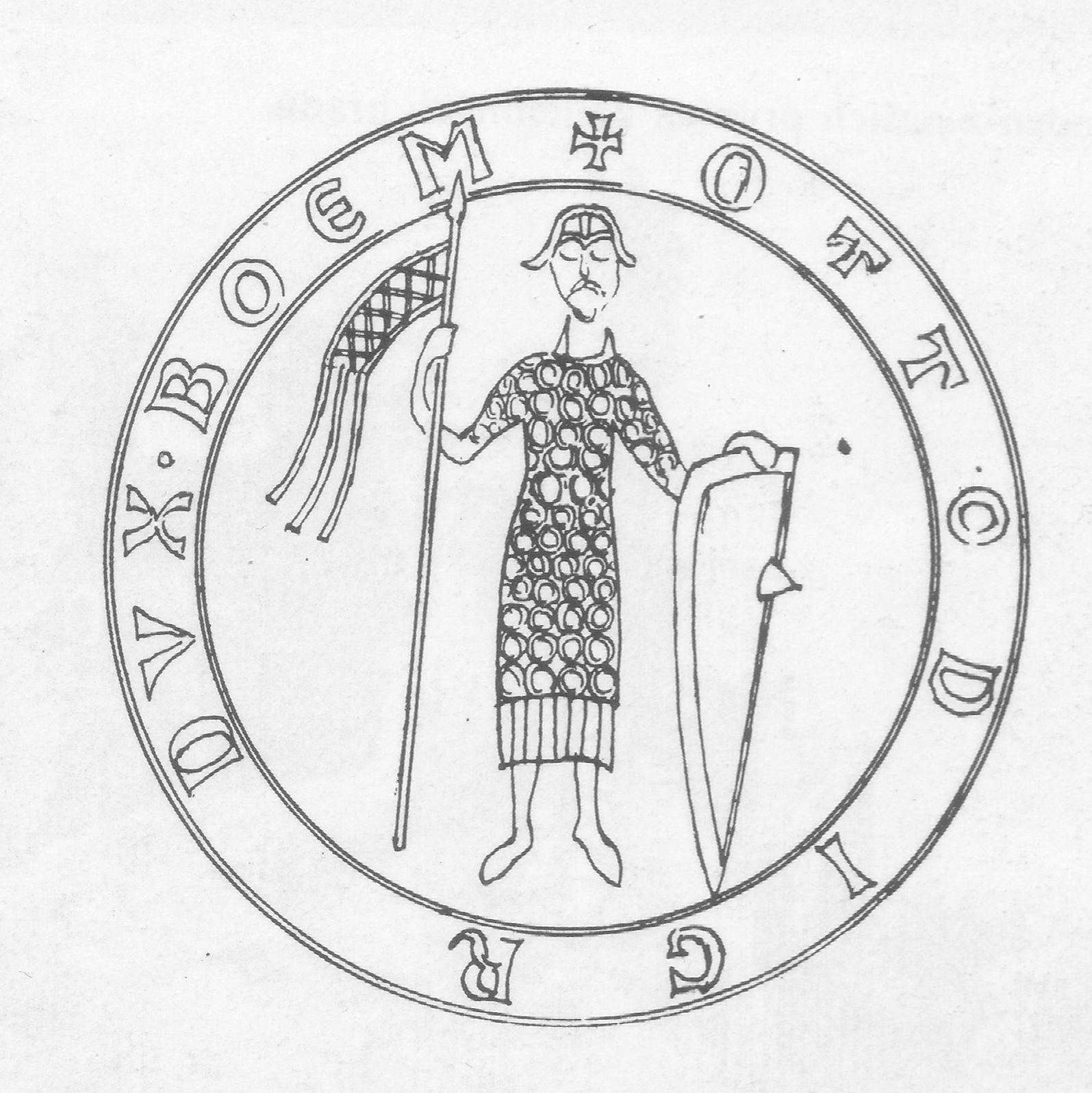
Pečeť knížete Konráda Oty (August Sedláček)

Bitvu sice Přemysl vyhrál, ale s tak velkými ztrátami, že se rozhodl stáhnout se zpět do Čech.
| „         | Padloť jich v této srážce z panstva českého a moravského mnoho na počet a tolik, že když potom pohřbíváni byli, do jedné jámy deset nebo patnáct až i na dvadcet jich vházeno, a tak zasypáno zemí a kamením. | “ |
| — Jarloch | |   |

Následkem krvavé bitvy byla mírová jednání ve středočeském Kníně v roce 1186, kde Konrád Ota uznal podřízenost Bedřichovi, ponechal si však titul markraběte, vládu nad Moravou a zároveň byl určen za nástupce knížete Bedřicha. Českým zemím tak svitla naděje na klidnější roky.
Po smíru s Konrádem Otou ovšem vyplul na povrch další Bedřichův spor s jeho bratrancem a pražským biskupem Jindřichem Břetislavem. Spor ukončil císař Barbarossa, který zvláštním privilegiem prohlásil příslušnost pražského biskupa k říšským knížatům a jeho nezávislost na českém knížeti, což vedlo k dalšímu oslabení knížete.
Po Bedřichově smrti (25. března 1189) se vlády (patrně na základu dohod z Knína) a se souhlasem českých předáků ujal Konrád II. Ota.
Během krátké doby Konrádovy vlády (1189–1191) se nedochovaly žádné informace o Přemyslovi, který se také nevyskytuje ani jako svědek jakékoliv listiny. Konrád II. Ota zemřel 9. září 1191 bez potomstva a knížecí titul získal (snad nejstarší) Přemyslovec Václav, bratr někdejšího knížete Soběslava II. Po sporech mezi Václavem a pražským biskupem Jindřichem Břetislavem a během povstání Přemysla proti Václavovi, odebral se biskup počátkem roku 1192 do Německa za císařem Jindřichem VI.
| „         | Obrátil se na císaře Jindřicha proti vévodovi Václavovi a získal příbuzným svým Přemyslovi a Vladislavovi, onomu knížetství České, tomuto pak Moravu zjednal, slíbiv a zavázav se věrou za ně k šesti tisícům hřiven. | “ |
| — Jarloch | |   |

### Knížetem (1192–1193) a ve vyhnanství (1193–1197)
Čerstvě nastolený Přemysl se necítil být pražskému biskupu ani císaři nijak zavázán, a také se nijak nemínil podílet na zaplacení částky, kterou císaři Jindřich Břetislav slíbil. Když se pak rozladěný biskup vydal na pouť do Santiaga de Compostela, byl v Německu zadržen Jindřichem VI. a následně držen několik měsíců jako rukojmí.

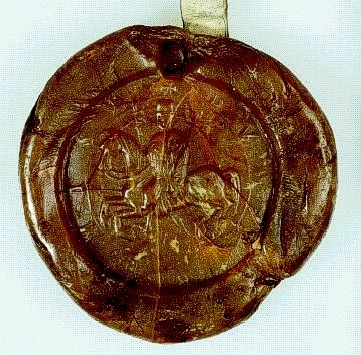
Avers Přemyslovy nejstarší pečeti z roku 1192

Zhoršovaly se ovšem také vztahy mezi císařem a Přemyslem. Přemysl se mnohem aktivněji než jeho předchůdci zapojoval do říšských záležitostí (např. pomoc příbuznému Albrechtovi z Bogenu), ale hlavně se na přelomu let 1192 a 1193 dostal do styku s chystanou proticísařskou koalicí v čele s brabantským vévodou Jindřichem I., hlavou welfské opozice Jindřichem Lvem, anglickým králem Richardem Lví srdce a Přemyslovým příbuzným Albrechtem Míšeňským. Spiknutí bylo prozrazeno a Richard Lví srdce byl při návratu z třetí křížové výpravy zajat. Na svou účast v něm nejvíce doplatil Přemysl, kterého císař v červnu 1193 zbavil knížecí hodnosti a na jeho místo překvapivě dosadil Jindřicha Břetislava.
| „         | ...knížete Přemysla jako pro uražení velebnosti a pro obmýšlené uražení osoby své knížetství Českého odsoudil, a za něho biskupa s korouhvemi, jakož obyčej jest, slavně obdařeného do Čech nazpět poslal, nadto též jemu celý dluh odpustil. | “ |
| — Jarloch | |   |

To bylo ale vše, co byl Jindřich VI. pro biskupa Jindřicha Břetislava ochoten udělat, a tak biskupovi nezbývalo než se svých práv domoci vlastní mocí. V srpnu 1193 vtrhl Jindřich Břetislav se svým příbuzným Spytihněvem a vojskem do Čech. Ani Přemysl se však nechtěl tak lehce vzdát. Shromáždil silné vojsko a vytáhl nepřátelům vstříc. Obě vojska se setkala u Zdic. Tady však většina předních velmožů, kteří ještě nedávno slibovali Přemyslovi svou věrnost a nabízeli jako rukojmí své syny, Přemysla opustila a přešla do biskupova tábora. Opuštěný Přemysl ustoupil do Pražského hradu, kde se následující čtyři měsíce hájil, než před Vánocemi roku 1193 hrad kapituloval. Ještě předtím se ale Přemyslovi s hrstkou svých věrných podařilo uprchnout za hranice. Následujícího roku si Jindřich Břetislav podrobil i Moravu a zajal Vladislava Jindřicha. Azyl nalezl Přemysl pravděpodobně na dvoře svého švagra Albrechta Míšenského a později u svého dalšího příbuzného Albrechta z Bogenu.
Na začátku roku 1197 se začalo zhoršovat zdraví Jindřicha Břetislava. Přemysl toho využil a pravděpodobně v květnu vpadl do Čech. Dostal se až k Praze, ale většina velmožů se postavila za nemocného biskupa, a tak byl jeho překvapivý výpad českými velmoži a Spytihněvem Brněnským odražen. Přesto biskup přestával důvěřovat svému okolí. Správou země pověřil Spytihněva a sám se nechal přenést na říšské území do Chebu. Zde v nejistotě 15. června 1197 zemřel. Na jeho místě byl na knížecí stolec z vězení povolán Vladislav Jindřich. Po prvotním překvapení ze zvolení svého bratra Přemysl po úmrtí císaře Jindřicha VI. využil nově nastalé situace.
| „         | Přemysl a přívrženci jeho, totiž Černín a jiní mnozí zvěděvše o jeho smrti, táhli ku Praze ozbrojeni, připraveni jsouce buď zemříti, buď zjednati sobě chleba a pánu svému Přemyslovi knížetství. | “ |
| — Jarloch | |   |

Přestože měl Vladislav Jindřich mnohem silnější armádu, v noci před bitvou se po poradě s biskupem Danielem a velmoži tajně sešel s bratrem.
| „         | ...ustoupil jednak pro dobro míru, jednak z bratrské lásky, a smířil se s bratrem svým v ten způsob, že oba zároveň onen na Moravě, tento v Čechách panovati budou, a aby, majíce oba jednu mysl, měli též i jedno knížetství, což až podnes mezi nimi nedotknuto trvá. | “ |
| — Jarloch | |   |

Po čtvrtstoletí bojů o český knížecí trůn, kdy takřka neminul rok bez bratrovražedných bojů, nastaly konečně českým zemím klidnější časy. Součástí dohody mezi Přemyslem a Vladislavem pravděpodobně byl i slib, že se Přemysl nebude mstít těm, kteří ho opakovaně v předchozích letech zradili, což sice asi zklamalo jeho věrné, kteří s ním vytrvali ve vyhnanství, ale získalo mu důvěru rozhodující části předáků.

### Na cestě za královskou korunou

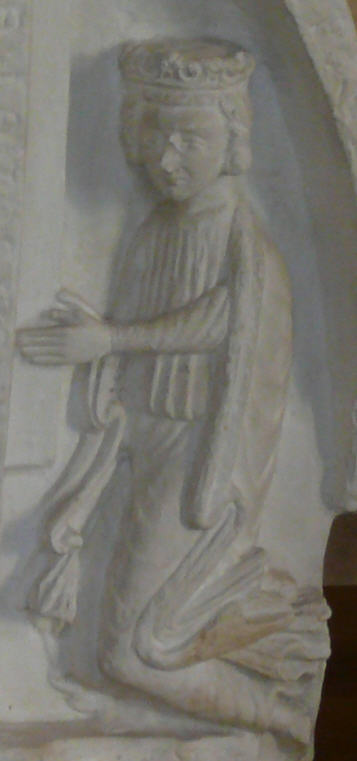
Přemysl Otakar I. (tympanon kláštera sv. Jiří)

Zklidnění domácích poměrů umožnilo Přemyslovi na rozdíl od jeho předchůdců rozvinout čilou zahraniční aktivitu, která vedla k upevnění mezinárodních pozic českého státu. V počínajícím boji o císařskou korunu mezi Štaufy a Welfy stál na straně Filipa Švábského. Jako jeho spojenec vytáhl k Rýnu proti Otovi IV. Brunšvickému a v očekávání Přemyslovy vojenské pomoci jej Filip v září či v říjnu 1198 nechal korunovat českým králem. Při té příležitosti vystavil Přemyslovi privilegium, které se sice nedochovalo, ale jeho ozvuky můžeme nacházet v pozdější Zlaté bule sicilské. Království měli Přemysl i jeho nástupci užívat dědičně a v říši měl být uznán za krále ten, koho v Čechách zvolí. Český král měl také svým biskupům udělovat investituru.
Přemysl v téže době rozřešil situaci na Moravě, kde se první obětí nové situace stal Spytihněv, kterého nechal zřejmě roku 1198 oslepit a zmrzačený příbuzný ještě téhož roku zemřel. Snad také v roce 1198 (5. června) skonal i Spytihněvův bratr Svatopluk. V rychlém sledu v letech 1200–1201 za neznámých okolností brzy po sobě zemřeli i oba olomoučtí údělníci Vladimír a Břetislav. Břetislavův syn Sifrid se pak (snad pod Přemyslovým nátlakem) vzdal světské kariéry a zvolil si církevní dráhu. Bývalý znojemský a brněnský úděl pak převzal markrabí Vladislav Jindřich, Olomoucko si však prozatím Přemysl ponechal ve své přímé správě.

### Rozvod sAdlétou
Po přibližně dvacetiletém manželství Přemysl snad roku 1198 zapudil svou ženu Adlétu. Jako formální důvod k rozvodu posloužil Přemyslovi čtvrtý stupeň příbuzenství. Podle některých historiků (Novotný, Žemlička) to byla Přemyslova „nespoutaná smyslnost“, podle jiných (Vaníček) pak prestiž, potvrzení královských ambicí a snaha o založení nové královské rodiny.
Novou Přemyslovou manželkou se roku 1199 stala Konstancie, sestra uherského krále Emericha. I po nové svatbě spor neutichl, protože Adléta požádala papeže Inocence III. o ochranu svého manželství a zajištění nástupnických práv pro syna Vratislava. Spolu se svými dětmi odešla zapuzená žena ke svému bratru Dětřichovi a strýci Dedovi a ve Wettinech tak získal Přemysl nesmiřitelné nepřátele. Téhož roku se papež ve svém listu francouzskému kléru zmínil o „českém vévodovi“, který stejně jako francouzský král Filip II. August zapudil svou ženu a přijal cizoložnici.
Adléta byla ještě nakrátko v letech 1204–1205 přijata manželem, ale jednalo se jen o Filipem Švábským vynucené politické rozhodnutí. Změněné situace využil Přemysl, když v roce 1205 provdal svou a Adlétinu dceru Markétu za dánského krále Valdemara II. Ještě v průběhu roku 1205 obdařila Konstancie Přemysla synem Václavem a král opětovně zapudil Adlétu, aniž bral ohled na potíže, které si tím mohl způsobit. Papež roku 1206 zahájil nový proces proti „nevhodnému“ manželství a Přemysl byl pro svou neposlušnost uvržen do církevní klatby. Spor nakonec vyřešila až Adlétina smrt v roce 1211. Inocenc III. nakonec legitimoval všechny královy děti z obou manželství a tím uznal svazek s Konstancií. Prvorozený Vratislav se nástupnictví na českém trůnu nikdy nedočkal.

### Boje oříšský trůn
Do bojů o říšský trůn hodlal významným způsobem zasáhnout Inocenc III. V březnu 1201 prohlásil Otu Brunšvického za jediného římského krále, vyzval Přemysla, aby přešel na jeho stranu a sliboval legitimní udělení královské koruny, protože Filip Švábský byl zvolen bez papežova souhlasu. V letech 1201–1202 se do té doby jednotná fronta štaufských spojenců začala pomalu rozpadat. Také Přemysl tehdy zahájil proslulou sérii změn svého stranictví. Obdobně se však tehdy chovala naprostá většina říšských knížat.

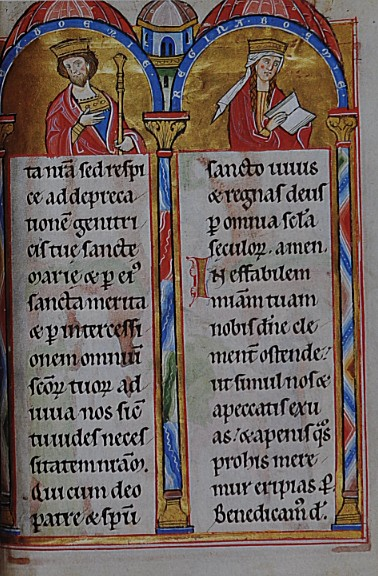
Přemysl Otakar I. a Konstancie na dobové iluminaci (Žaltář Heřmana Durynského)

Na Přemyslovo odpadnutí reagoval Filip Švábský tím, že asi v dubnu 1203 udělil Čechy v léno Děpoltovi, který byl tehdy s Přemyslem v blíže neznámém sporu. Přemysl měl rozhodující vliv na Filipově porážce v Durynsku v květnu 1203. Během následných vojenských akcí byl Přemysl 24. srpna 1203 podruhé korunován papežským legátem Guidem z Praeneste. Zároveň mu Ota Brunšvický potvrdil všechny dříve udělené královské výsady. V dubnu roku 1204 pak Přemyslův královský titul uznal i papež.
| „              | Jasnému králi Čechů... když jsme vzali pozorně v úvahu, že ses dal korunovat vznešeným mužem Filipem, vévodou švábským, který sám nebyl právoplatně korunován,a proto ani tebe, ani jiné nemohl právoplatně korunovat, až dosud jsme nepovažovali za vhodné nazývati tě králem. Avšak když jsi, napomenut apoštolskou stolicí a námi, opustil švábského vévodu a když ses lépe poradil, obrátil ses k nejdražšímu v Kristu, synu našemu jasnému králi Otovi, vyvolenému... a on sám tě uznává za krále, jak pro jeho prosby, tak pro tvou oddanost nadále tě chceme považovati za krále a nazývati králem... | “ |
| — Inocenc III. | |   |

Příznivou situaci se Přemysl pokusil využít k povýšení pražského biskupství na arcibiskupství. Jeho žádost papeži nebyla vyslyšena. Jen slabou útěchou mohla být Přemyslovi kanonizace zakladatele sázavského kláštera Prokopa, o kterou se Přemysl rovněž zasazoval.
V druhé polovině roku 1204 se však po nové vojenské ofenzívě Filipa Švábského pracně budovaná welfská koalice rozpadla a již na podzim byl Přemysl v řadách Filipových spojenců. Dne 6. ledna 1205 byl Filip Švábský znovu zvolen, pomazán a korunován říšským králem. Stalo se tak na správném místě (v Cáchách) a korunovaci provedl správný arcibiskup (kolínský Adolf). Tím padly poslední formální a procedurální námitky proti Filipově volbě. Filip Švábský získával převahu a v létě 1208 svolal výpravu, která měla definitivně zlikvidovat welfský odpor. Ještě předtím, v prosinci 1207, Filip Švábský slavnostně vyhlásil zásnuby své dcery Kunhuty s tehdy dvouletým Přemyslovým synem Václavem. Vše se změnilo 21. června 1208, kdy se stalo něco „u Němců dosud neslýchaného“ a bavorský falckrabí Ota z Wittelsbachu nic netušícího Filipa v době polední siesty pravděpodobně z osobní motivace zavraždil. Královraždu pomstil Jindřich z Kalden, který exkomunikovaného vraha po roce našel a v březnu 1209 zabil nedaleko Řezna.
Smrtí Filipa Švábského však byly zničeny Přemyslovy plány, které budoucnost pojily s Filipem a s návratem k Welfům již nepočítaly. V říjnu 1209 byl Ota Brunšvický korunován římským císařem a jeho postoj k Přemyslovi zůstával nadále chladný. Obnovováním říšské správy v Itálii však zaskočil Inocence III., který jej 18. listopadu 1210 exkomunikoval a vyzval říšská knížata k nové volbě.

### Zlatá bula sicilská

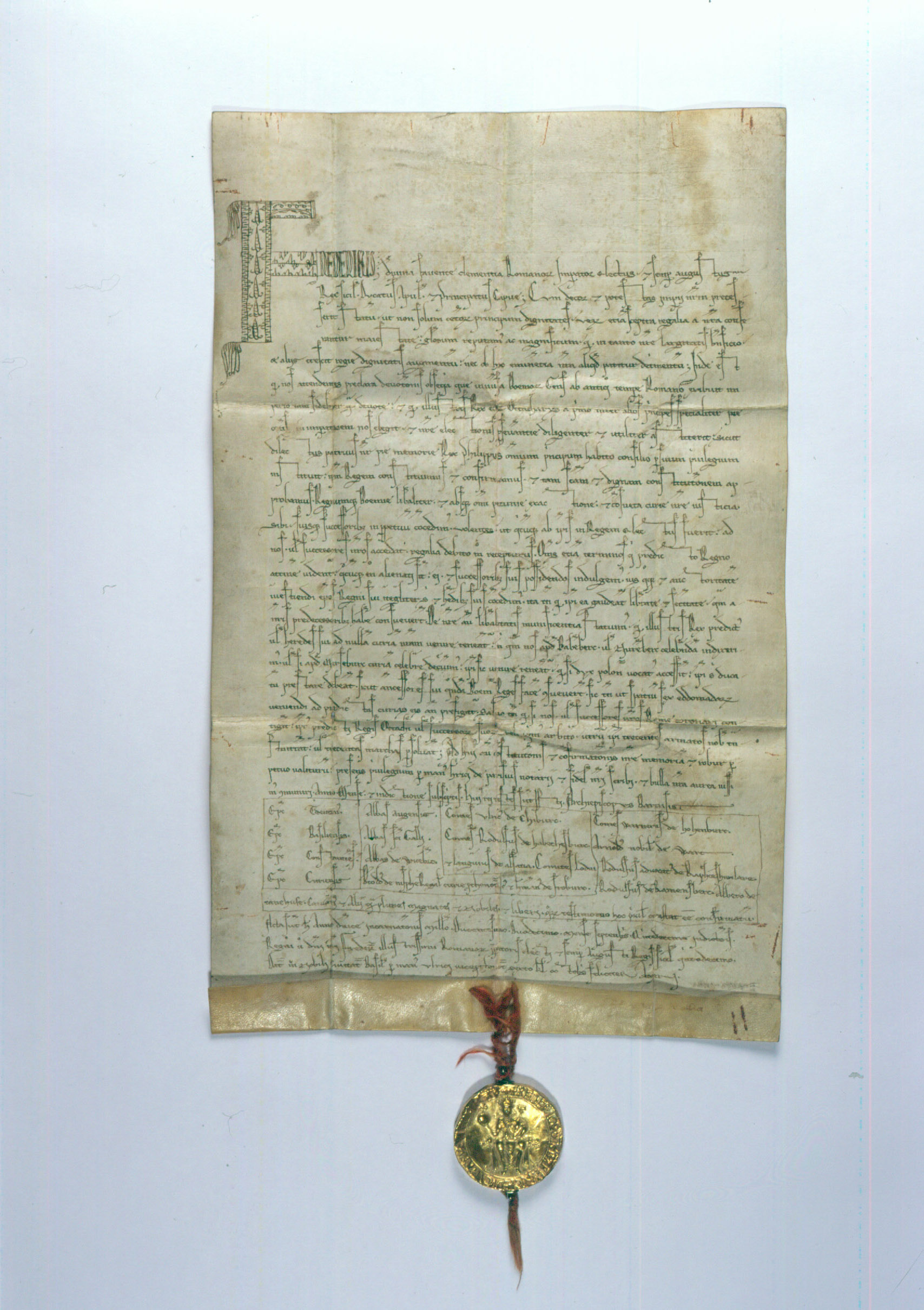
Zlatá bula sicilská

Na jaře 1211 začalo vznikat „společenství“ císařových nepřátel. V samém jádru tohoto společenství stál Přemysl Otakar I., dále pak mohučský arcibiskup Sigfried a durynský lantkrabě Heřman. V létě téhož roku se přidal rakouský vévoda Leopold a bavorský vévoda Ludvík. Všichni zde uvedení se začátkem září sjeli do Norimberku, kde zvolili (či spíše předběžně vyvolili) sicilského krále Fridricha za německého císaře. Následkem toho vytáhl začátkem roku 1212 Fridrich do Říše, kde se k němu postupně přidávali další spojenci. Již během své cesty začal odměňovat své věrné. Mezi nejvíce oceněné patřili Přemysl Otakar i Vladislav Jindřich.

Ota Brunšvický naopak v první polovině roku na sjezdu v Norimberku dodržel slovo dané míšeňskému markraběti Dětřichovi a české království Přemyslovi odňal.
| „                  | ... rozhodnutím knížat odňal království české králi Otakarovi a v přítomnosti županů a mnohých šlechticů země vyznamenal šesti praporci jeho syna... | “ |
| — Kolínská kronika | |   |

Dne 26. září 1212 vystavil Fridrich II. Štaufský v Basileji Přemyslu Otakarovi I. a Vladislavu Jindřichovi tři listiny, které byly zpečetěny zlatou pečetí (bulou) sicilského krále. Podle této majestátní pečeti pochází i vžitý název Zlatá bula sicilská. Pečeť použitá u listin nebyla říšská, protože Fridrich II. v té době říšskou pečeť ještě neměl a ani ji (jako pouze designovaný vládce) mít nemohl. Všechny tři listiny se navzájem doplňují a navenek tvoří nerozdílný celek. Pravděpodobně vznikly na základě v Čechách vzniklé předlohy, kterou měl písař k dispozici. Na titulní straně je latinsky napsáno: „Fredericus divina favente clementia Romanorum imperator electus et semper augustus, rex Sicilie, ducatus Apulie et principatus Capue.“
Samotná Zlatá bula sicilská upravovala především postavení českého krále a českého státu v rámci římské říše. Přemysl získal mimo jiné potvrzení královské hodnosti pro sebe i své nástupce, potvrzení svobodné volby českého krále, právo investitury pražského i olomouckého biskupa, záruku neporušitelnosti zemských hranic a posílení svého vlivu v blízkém okolí českých zemí. Jeho bratr Vladislav pak potvrzení vlády nad celým "markrabstvím moravským" aniž by však přitom byl narušen Přemyslův mocenský primát.

### Spor spražským biskupem
Po smrti biskupa Daniela v roce 1214 se novým pražským biskupem stal Ondřej. Před tím Ondřej zastával četné církevní funkce a od roku 1207 působil jako probošt kapituly u sv. Víta na Pražském hradě. S touto funkcí byl v této době spjat i úřad králova kancléře. Do té doby bezproblémový vztah mezi Přemyslem a Ondřejem ovlivnila Ondřejova účast na Čtvrtém lateránském koncilu v roce 1215. Především myšlenky o církvi jako svébytném tělese vzal za své a rozhodl se je prosadit v Čechách v praxi. Protože Ondřejovy představy narazily na odpor krále, koncem roku 1216 biskup narychlo opustil Čechy, odebral se do Říma a vyhlásil nad pražskou diecézí interdikt. Následně obvinil Přemysla a českou šlechtu z omezování práv a svobod církve. Spor poukázal na složité spolužití panovníka a církve, kdy na rozdíl od říšských biskupství bylo pražské i olomoucké biskupství mnohem více závislé na Přemyslovcích a pražský biskup plnil spíše funkci osobního panovníkova kaplana.
Pražský biskup Ondřej si stěžoval především na nedostatečné odvádění desátků, že kněze ke kostelům jmenují laikové bez souhlasu biskupa, na souzení duchovních osob světskými soudy apod. Přemysl přes počáteční jednoznačné odmítnutí biskupových obvinění posléze některé přehmaty uznal a sliboval jejich nápravu. Přestože navenek se papežská kurie stavěla do role zprostředkovatele, vcelku pochopitelně ve sporu stranila Ondřejovi.
Zatímco ve sporu s pražským biskupem měl Přemysl na své straně především představitele české šlechty a na jeho straně stáli i někteří církevní představitelé (pražský děkan Arnold, litoměřický probošt Benedikt, olomoucký biskup Robert), Ondřej pomalu ztrácel i podporu kléru své diecéze.

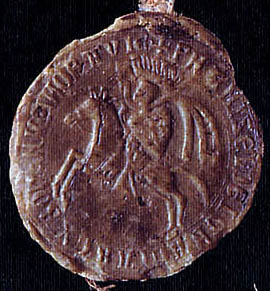
Pečeť Přemysla Otakara I. z roku 1223

Spor byl nakonec vyřešen kompromisem, který byl vyhlášen na Šacké hoře někde na moravsko-rakouském pomezí za účasti krále, biskupa, papežského legáta Řehoře de Crescencio a mnoha prelátů z Čech i Moravy. Zde vyhlášený kompromis uspokojil jak Přemysla, tak papeže Honoria. Jediným nespokojeným tak zůstával biskup Ondřej, který se nevrátil do své diecéze a s vysvětlením, že je v Čechách ohrožen jeho život, odešel zpět do Itálie. Definitivní tečku za sporem znamenalo tzv. Velké privilegium české církve vydané Přemyslem v Praze 10. března 1222, které znamenalo omezení pravomocí panovníka a šlechty vůči jimi zakládaným církevním institucím.

### Řešení nástupnictví
Prakticky současně se sporem s biskupem Ondřejem věnoval Přemysl zvláštní pozornost i otázce svého nástupce. Přestože Zlatá bula sicilská zmiňovala dědičné království, stárnoucí král si uvědomoval nesamozřejmost nástupnictví svého syna Václava, a proto se ještě za svého života snažil o potvrzení jeho práv. Asi největší komplikaci představoval Vratislav, Přemyslův syn z prvního manželství s Adlétou Míšeňskou, který se těšil podpoře svých míšeňských příbuzných. Pravděpodobně v souvislosti se snahou o potvrzení Václava vystupňovali své požadavky i Děpoltici, což pravděpodobně vedlo v letech 1215–1217 ke konfliktu mezi Přemyslem a Děpoltici a k jejich následnému vyhnání. Poté již nic nebránilo tomu, aby na obecném shromáždění Čechů byl Václav 8. června 1216 zvolen za krále. Zvláště pak, když Přemysl pro tuto volbu získal podporu jak římskoněmeckého císaře, mohučského arcibiskupa, svého bratra moravského markraběte Vladislava Jindřicha a také hlavních představitelů české šlechty. Císař s Václavovou volbou souhlasil a na českou žádost mu 26. července 1216 udělil Čechy v léno.

### Poslední léta života

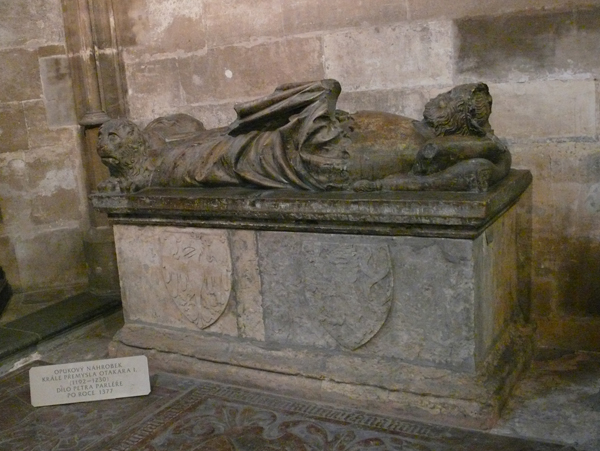
Náhrobek Přemysla Otakara I. od Petra Parléře

Když 12. srpna 1222 zemřel moravský markrabě Vladislav Jindřich, stal se jeho nástupcem Přemyslův syn Vladislav Jindřich II. Přemysl ztratil nejen bratra, ale i nejpevnějšího spojence a spolupracovníka. Brzy poté dostaly zásah Přemyslovy snahy o další povznesení království. Ve snaze o upevnění pout k císařskému rodu dosáhl Přemysl příslibu císaře Fridricha II., že se jeho syn a nástupce Jindřich VII. ožení s Přemyslovou dcerou Anežkou. Na roli římskoněmecké královny se Anežka připravovala na dvoře rakouského vévody Leopolda VI. ve Vídni a v Klosterneuburgu. I přes astronomické Anežčino věno Jindřich své zasnoubení zrušil a oženil se s dcerou vévody Leopolda Markétou. Přemyslova odplata na sebe nedala dlouho čekat a obrátila se proti Leopoldovi, který byl oprávněně považován za strůjce intriky, jež byla osudová pro další Anežčin životaběh. Vpád českých vojsk v létě 1226 se však Rakušanům podařilo odrazit. Mnohem úspěšnější útok následoval po Leopoldově smrti v roce 1230.
V roce 1227 zemřel teprve dvacetiletý Přemyslův syn a moravský markrabě Vladislav a jeho nástupcem se stal nejmladší syn Přemysl. Dne 6. února 1228 nechal Přemysl Otakar I. svého druhorozeného syna, z manželství s Konstancií Uherskou, Václava korunovat českým králem, když už dříve (v roce 1224) byl obdařen titulem knížete plzeňského a budyšínského. Přesto si starý král až do posledních chvil uchoval rozhodující vliv na řízení státu. Zemřel 15. prosince 1230 a byl původně pohřben v bazilice sv. Víta na Pražském hradě. Dnes je jeho tělo uloženo v opukové tumbě z dílny Petra Parléře v kapli sv. Ostatků ve svatovítské katedrále. Dožil se pravděpodobně nejvyššího věku ze všech přemyslovských panovníků. Dle výsledků antropologického průzkumu Emanuela Vlčka byl vysoký 166–170 cm a stejně jako jeho potomci měl až žensky gracilní obličej.

## Hodnocení vlády
Už ve středověku byl Přemysl Otakar I. respektován jako jeden ze tvůrců silného českého království. Byla oceňována jeho vojenská zdatnost, stejně tak i jeho rozvaha, diplomatické schopnosti a smysl pro dohodu. Pro stabilitu českého království byla důležitá i loajalita předáků české šlechty a také osobnost jeho bratra, moravského markraběte Vladislava Jindřicha, ve kterém měl Přemysl po celou dobu své vlády nejen spolehlivého spojence, ale i rovnocenného partnera. Do dnešních dnů v hlavních rysech platí hodnocení Přemyslovy vlády zakladatelem moderního českého dějepisectví:
| „                   | Když Přemysl Otakar I. roku 1197 dosedl byl podruhé na trůn vlasti své, nalezl Čechy svržené až na nejhlubší stupeň politické nemoci a nevážnosti, podrývané od nepřátel domácích i zahraničných, trhané na různo fakciemi rozličnými, blízké oupadku konečného a sotva sebou vládnoucí, a když umřel, pozůstavil je synovi svému co mocnářství nikomu nepodlehlé, v sobě upokojené a svorné, a požívající ve valné části Evropy netoliko vážnosti, ale i ostrachu. | “ |
| — František Palacký | |   |

## Odraz vliteratuře a umění

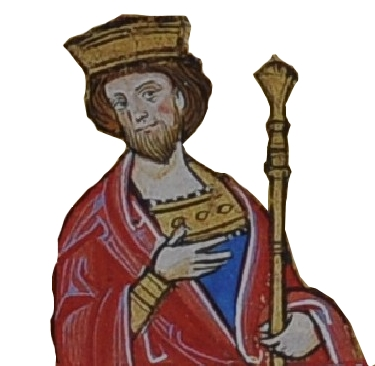
Detail Přemysla Otakara I. z durynského žaltáře

V architektuře v době Přemysla Otakara I. vyvrcholil románský sloh a postupně se dostával do své pozdní fáze. Za podpory panovníka vznikly mnohé nákladné stavby v centrech politického dění. Například byl stavebně upraven kostel sv. Jiří na Pražském hradě, kde je v tympanonu na reliéfu zobrazen i Přemysl se svou sestrou abatyší Anežkou.
Také šlechtická heraldika v českých zemích má počátek v této době, když nejstarší dochovaná šlechtická pečeť pochází z roku 1197 a náleží Hroznatovi, zakladateli kláštera v Teplé. Před rokem 1213 vznikl v sousedním Německu na zakázku durynského lantkraběte Heřmana bohatě zdobený žaltář. Mezi iluminacemi sousedních panovníků se objevil i Přemysl Otakar se svou ženou Konstancií.
Českých zemí se tehdy ještě nedotkla vlna rytířské kultury, která se v průběhu 12. století rychle šířila západní Evropou, a tak se ani Přemysl neobjevil mezi hrdiny v trubadúrských písních potulných minesengrů. Přesto do závěru Přemyslovy vlády patří rytířské klání svedené (a popsané) štýrským Oldřichem z Lichtenštejna.
Život Přemysla Otakara I. se odrazil především v kronikářských dílech jeho současníků. Nejvýznamnějším z nich byl opat milevského kláštera Jarloch, který sepisoval svou kroniku v době Přemyslovy vlády. Jeho vyprávění končí už rokem 1198. Možná i z toho důvodu Přemysl v minulosti často zůstával ve stínu svých potomků a příbuzných, především svých dcer Anežky a Markéty a hlavně vnuka Přemysla Otakara II.[zdroj?]
Teprve na počátku 21. století se Přemysl Otakar I. stal hrdinou historických románů spisovatelky Ludmily Vaňkové Příběh mladšího bratra, Kdo na kamenný trůn, Cestou krále a Dítě z Apulie a také Vlastimila Vondrušky Velký král. Po rozdělení Československa byl Přemysl Otakar I. zpodobněn Oldřichem Kulhánkem na lícové straně nové papírové dvacetikoruny. Uvedená bankovka byla stažena z oběhu roku 2008. I přesto se lze s Přemyslem stále setkat, protože roku 2006 se jeho podobizna objevila na dvanáctikorunové poštovní známce v sérii Dědiční králové z rodu Přemyslovců, která byla vypracována stejně jako bankovka po konzultaci s doktorem Emanuelem Vlčkem.

## Přemysl nebo Otakar?

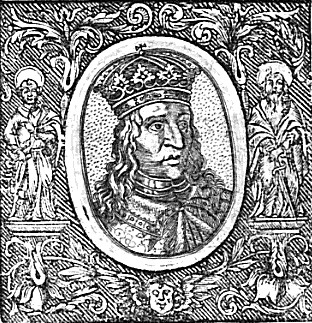
Přemysl Otakar I. (kresba z počátku 18. století)

V historii českých zemí je třetí český král znám pod svým zdvojeným jménem jako Přemysl Otakar I. Nebyl první (a ani poslední), kdo z Přemyslovců používal zdvojené jméno. Zatímco v českých zemích byl obvykle nazýván Přemyslem, cizí prostředí ho od roku 1192 znalo takřka výlučně jako Otakara. Také na pečetích s výjimkou první pečeti používané v letech 1192–1193 používal jméno Otakar. Jméno Otakar je německého původu, kde základem je germánský Odowakar, což znamená „majetek střežící“. Jméno Otakar bylo dříve chápáno jako souznačné se jménem Přemysl. Zdvojeného jména Přemysl Otakar bylo poprvé použito českou královskou kanceláří na listině z roku 1212 („Otakarus, dei gratia, qui et Premisel“). Přestože Josef Kalousek zastával názor, že správnější je používání jen jména Přemysl, současná historiografie (např. Josef Žemlička, Vratislav Vaníček aj.) preferuje obvykle používání podoby Přemysl Otakar I. Občas se lze také setkat s podobou Přemysl I. Otakar. Dalimilova kronika jméno dává do souvislosti s Otou IV. Brunšvickým: Na biřmovániu ciesař kněziu rúšku vzváza, a Ottakar, točiúš Ottě mił, j'mu řiekati káza..

## Vznik měst za vlády Přemysla Otakara I.
Vznik prvních měst navazoval na ekonomické a sídelní předpoklady. Již před vznikem institucionalizovaných měst zde existovala důležitá centrální místa městům podobná, jejichž povaha se blížila rozvinutým městům. I když k tomuto vývoji docházelo již za Přemyslových předchůdců, nelze ještě hovořit o středověkých městech (nebo o jejich založení) v plném slova smyslu. Proces vzniku středověkých měst tak začíná až za Přemyslovy vlády.
Z doby jeho vlády pocházejí také nejstarší dochovaná městská privilegia pro Uničov (1223) a Opavu (1224), z nichž ale ani jedno nemá zakládací charakter, ale potvrzuje, případně rozšiřuje již udělená městská práva.
Prvenství (nebudeme-li počítat Cheb, který k českým zemím v té době ještě nepatřil) ve vzniku měst patří severu tehdejší Moravy. Zde vzniká asi před rokem 1213 Bruntál, brzy po něm Uničov, který převzal magdeburská práva od Bruntálu, následuje asi v letech 1213–1220 Opava a pravděpodobně v této době dochází i k založení (dnes slezských, ale tehdy ještě na Moravě ležících) Hlubčic. Teprve po tomto prvotním zakladatelském rozmachu následuje na Moravě Znojmo (1226) a Jemnice (1227), v Čechách pak Hradec Králové (1225).
Sporné jsou počátky Hodonína, které bývají kladeny jak do závěru vlády Přemysla Otakara I., tak až do doby vlády jeho syna Václava I. Ke konci Přemyslovy vlády je teoreticky možný i vznik Litoměřic a Žatce.
Přestože v nově vznikajících městech žil jen zlomek obyvatelstva, jejich vliv vysoce převyšoval jejich demografickou váhu a města se stávala středisky rozvoje středověké společnosti.

## Potomci
1. manželství ⚭ 1178 Adléta Míšeňská (1160?–1211)
- Vratislav (před 1181 – po 1225)
- Markéta/Dagmar Dánská (1186?–1213) ⚭ 1205 Valdemar II. Vítězný, dánský král
- Božislava ⚭ Jindřich I. z Ortenburgu
- Hedvika – jeptiška

2. manželství ⚭ 1199 Konstancie Uherská (1181–1240)
- Vratislav (1200–1201?)
- Judita Přemyslovna († 1230) ⚭ 1213 Bernard II. Sponheimský, korutanský vévoda
- Anna Lehnická (1204–1265) ⚭ Jindřich II. Pobožný, polský kníže
- Václav I. (1205–1253), český král ⚭ 1224 Kunhuta Štaufská
- Vladislav (1207–1227), markrabě moravský
- Přemysl (1209–1239), markrabě moravský ⚭ Markéta z Meranu
- Anežka (1203, 1206 nebo 1208-před 1210 nebo před narozením sv. Anežky)
- Vilemína Česká (1210–1281)[pozn. 9]
- Svatá Anežka Česká (1211–1282)

## Vývod z předků
|                   |                        |  |                |                                         |  |  |  |  |  |  |  | Břetislav I. |
|                   |                        |  |                |                                         |  |  |  |  |  |  |  |              |
|                   | Vratislav II.          |  |                |                                         |  |  |  |  |  |  |  |              |
|                   |                        |  |                |                                         |  |  |  |  |  |  |  |              |
|                   |                        |  |                | Jitka ze Schweinfurtu                   |  |  |  |  |  |  |  |              |
|                   |                        |  |                |                                         |  |  |  |  |  |  |  |              |
|                   | Vladislav I.           |  |                |                                         |  |  |  |  |  |  |  |              |
|                   |                        |  |                |                                         |  |  |  |  |  |  |  |              |
|                   |                        |  |                | Kazimír I. Obnovitel                    |  |  |  |  |  |  |  |              |
|                   |                        |  |                |                                         |  |  |  |  |  |  |  |              |
|                   | Svatava Polská         |  |                |                                         |  |  |  |  |  |  |  |              |
|                   |                        |  |                |                                         |  |  |  |  |  |  |  |              |
|                   |                        |  |                | Dobroněga Kyjevská                      |  |  |  |  |  |  |  |              |
|                   |                        |  |                |                                         |  |  |  |  |  |  |  |              |
|                   | Vladislav II.          |  |                |                                         |  |  |  |  |  |  |  |              |
|                   |                        |  |                |                                         |  |  |  |  |  |  |  |              |
|                   |                        |  |                | Poppon z Bergu                          |  |  |  |  |  |  |  |              |
|                   |                        |  |                |                                         |  |  |  |  |  |  |  |              |
|                   | Jindřich z Bergu       |  |                |                                         |  |  |  |  |  |  |  |              |
|                   |                        |  |                |                                         |  |  |  |  |  |  |  |              |
|                   |                        |  |                | Sophie                                  |  |  |  |  |  |  |  |              |
|                   |                        |  |                |                                         |  |  |  |  |  |  |  |              |
|                   | Richenza z Bergu       |  |                |                                         |  |  |  |  |  |  |  |              |
|                   |                        |  |                |                                         |  |  |  |  |  |  |  |              |
|                   |                        |  |                | Děpold II. z Vohnburgu                  |  |  |  |  |  |  |  |              |
|                   |                        |  |                |                                         |  |  |  |  |  |  |  |              |
|                   | Adelheid z Mochenthalu |  |                |                                         |  |  |  |  |  |  |  |              |
|                   |                        |  |                |                                         |  |  |  |  |  |  |  |              |
|                   |                        |  |                | Luitgarda z Zähringenu                  |  |  |  |  |  |  |  |              |
|                   |                        |  |                |                                         |  |  |  |  |  |  |  |              |
| Přemysl Otakar I. |                        |  |                |                                         |  |  |  |  |  |  |  |              |
|                   |                        |  |                |                                         |  |  |  |  |  |  |  |              |
|                   |                        |  | Ludvík Vousatý |                                         |  |  |  |  |  |  |  |              |
|                   |                        |  |                |                                         |  |  |  |  |  |  |  |              |
|                   | Ludvík ze Schauenburgu |  |                |                                         |  |  |  |  |  |  |  |              |
|                   |                        |  |                |                                         |  |  |  |  |  |  |  |              |
|                   |                        |  |                | Cäcilie von Sangerhausen                |  |  |  |  |  |  |  |              |
|                   |                        |  |                |                                         |  |  |  |  |  |  |  |              |
|                   | Ludvík I. Durynský     |  |                |                                         |  |  |  |  |  |  |  |              |
|                   |                        |  |                |                                         |  |  |  |  |  |  |  |              |
|                   |                        |  |                |                                         |  |  |  |  |  |  |  |              |
|                   |                        |  |                |                                         |  |  |  |  |  |  |  |              |
|                   | Adelheid ze Stade      |  |                |                                         |  |  |  |  |  |  |  |              |
|                   |                        |  |                |                                         |  |  |  |  |  |  |  |              |
|                   |                        |  |                |                                         |  |  |  |  |  |  |  |              |
|                   |                        |  |                |                                         |  |  |  |  |  |  |  |              |
|                   | Judita Durynská        |  |                |                                         |  |  |  |  |  |  |  |              |
|                   |                        |  |                |                                         |  |  |  |  |  |  |  |              |
|                   |                        |  |                | Giso II. nebo Giso III. z Gudensbergu   |  |  |  |  |  |  |  |              |
|                   |                        |  |                |                                         |  |  |  |  |  |  |  |              |
|                   | Giso IV. z Gudensbergu |  |                |                                         |  |  |  |  |  |  |  |              |
|                   |                        |  |                |                                         |  |  |  |  |  |  |  |              |
|                   |                        |  |                | Matylda                                 |  |  |  |  |  |  |  |              |
|                   |                        |  |                |                                         |  |  |  |  |  |  |  |              |
|                   | Hedvika z Gudensbergu  |  |                |                                         |  |  |  |  |  |  |  |              |
|                   |                        |  |                |                                         |  |  |  |  |  |  |  |              |
|                   |                        |  |                | Roger II. z Bilsteinu                   |  |  |  |  |  |  |  |              |
|                   |                        |  |                |                                         |  |  |  |  |  |  |  |              |
|                   | Kunhuta z Bilsteinu    |  |                |                                         |  |  |  |  |  |  |  |              |
|                   |                        |  |                |                                         |  |  |  |  |  |  |  |              |
|                   |                        |  |                | neznámá dcera Wernera II. z Gudensbergu |  |  |  |  |  |  |  |              |
|                   |                        |  |                |                                         |  |  |  |  |  |  |  |              |